# Су-Сент-Марі (Онтаріо)
 Су-Сент-Марі́  (фр. Sault Ste. Marie) — місто в провінції Онтаріо у Канаді. Місто розташоване на березі річки Сент-Меріс (англ. St. Marys River), по якій пролягає кордон зі США, що відокремлює місто від однойменного міста Су-Сент-Марі в штаті Мічиган.
Місто налічує 74 948 мешканців (2006) (110,3 /км²). Має площу 715 км².

## Історія
До 1817 року американське і канадське міста-близнюки були єдиним містом. Їх поділ відбувся в результаті демаркації кордону після закінчення війни 1812—1814 рр.

## Населення і назва
Як і багато інших міст в Північній Онтаріо, Су-Сент-Марі потерпає через масову міграцію мешканців у міста на південь провінції, де існує більше можливостей для працевлаштування. З 1990-х рр. число мешканців впало з 84 000 до 75 000 у 2010-х рр. Велика частина населення міста (91,6 % мешканців) європейського походження — в основному італійського, французького, англійського, скандинавського та південноєвропейського.

## Індіанці
Поблизу від міста знаходяться 3 резервації індіанців оджибве, які також становлять 7,8 % мешканців міста.

## Економіка
У 1960-1970-ті рр. місто було відоме виробництвом сталі, проте поступово попит на неї всередині Канади впав, у зв'язку з чим завод Algoma Steel, де в кращі роки працювало 2 900 працівників, ледве уникнув банкрутства і сильно скоротив робочі місця. Ще однією важливою галуззю економіки є лісова промисловість: на паперовій фабриці St. Mary's Paper працює 400 осіб. Близько 2 300 Співробітників сфери послуг в основному зайняті в 5 розташованих у місті кол-центрах, з яких найбільший належить Sutherland Group.

## Транспорт
Місто розташоване на трансканадській автомагістралі (Онтарійська магістраль 17), яка з'єднує його з містом Тандер-Бей на північному заході та Садбері на півдні. Міжнародний міст, уздовж якого розташовані шлюзи, з'єднує місто з американським шосе I-75 в місті Су-Сент-Марі, штат Мічиган і веде далі до Детройта. У місті є аеропорт регіонального значення та залізнична станція.

## Туризм
Цікавими для туристів об'єктами можуть бути Центр спадщини канадської рівнини, човнові прогулянки вздовж шлюзів Су-Локс, що з'єднують озеро Верхнє з озером Гурон і озером Ері, а також казино і прогулянка на поїзді з центрального вокзалу Алґома по каньйону Агава. В околицях міста розташовані провінційні парки Пенкейк-Бей і Батчавана-Бей.

## Відомі люди
- Роберта Лінн Бондар (нар. 1945) — перша канадська жінка-астронавт українського походження
- Вільям Говард Герст — прем'єр-міністр Канади
- Кайл Дубас — генеральний менеджер хокейної команди Торонто Мейпл Ліфс
- Філ Еспозіто — канадський хокеїст
- Тоні Еспозіто — канадський хокеїст
- Тед Нолан — канадський хокеїст
- Марті Турко — канадський хокеїст